# De ondergang van Nederland
De ondergang van Nederland: Land der naïeve dwazen is een in 1990 gepubliceerd boekje, geschreven onder het pseudoniem Mohamed Rasoel. In latere jaren werd het voor die tijd fel geschreven pamflet vaak aangehaald als bewijs voor in Nederland en Europa waargenomen islamisering. Rasoel betekent in het Arabisch "profeet" of "boodschapper".

## Achtergrond
Rasoel schreef op 6 maart 1989 op de opiniepagina van NRC Handelsblad dat hij als kritische moslim Nederlanders wilde waarschuwen voor het oprukkende islamisme.
Ruim een jaar later verwoordde dezelfde Rasoel vergelijkbare standpunten in het als anti-islamitisch aangeduide boekje De ondergang van Nederland. Dit zorgde voor veel opschudding en een ware heksenjacht volgde om de identiteit van de schrijver te achterhalen. Een aantal keren verscheen Rasoel met een vermomming van Palestijnse sjaal en zonnebril in talkshows (onder andere in RUR gepresenteerd door Jan Lenferink, Veronica, 1990) om zijn boek toe te lichten waarbij de presentator probeerde zijn paspoort te pakken en zijn sjaal af te rukken. Een islamitische politicus ging ook het gesprek aan met Rasoel, om vervolgens zijn theekop door te spelen aan de politie voor vingerafdrukken.
Teun van Dijk, een Amsterdamse hoogleraar tekstwetenschap schreef in 1990 in een brief aan het Nederlands Centrum voor Buitenlanders (NCB) dat hij op basis van tekstanalyse vrijwel zeker kon zeggen dat Mohamed Rasoel een pseudoniem van Gerrit Komrij was. Deze analyse werd alom, niet het minst door Komrij zelf, betwijfeld en belachelijk gemaakt.
De vermoedelijke identiteit van Rasoel was de uit Pakistan afkomstige in Edam woonachtige variété-artiest Van A. Wegens alle commotie werd zijn boek in de meeste winkels uit de schappen gehaald.
Op 16 december 1992 werd Van A. door de kantonrechter te Amsterdam veroordeeld tot een boete van 2000 gulden naar aanleiding van een klacht door de Anne Frank Stichting wegens "aanzetten tot haat op grond van ras of geloofsovertuiging". Hij verscheen zelf niet ter zitting, met het argument dat zijn aanwezigheid aanleiding zou kunnen zijn voor fundamentalistische moslims om zich te wreken op de manier waarop over hen in zijn boek was geschreven.
Van A.'s commentaar op het vonnis was: "Het is belachelijk en ronduit een schande dat ik mij moet verantwoorden wegens discriminatie van moslims. Het bewijst dat de strekking van het boek juist is. Dat de Nederlandse samenleving minder tolerant wordt. De vrijheid van meningsuiting wordt in ieder geval al opgeofferd. Als moslims op TV zeggen dat Nederlandse vrouwen sletten zijn, dan mag dat weer wel. Ik begrijp het gewoon niet."
Nadien vond er nog speculatie plaats of het daadwerkelijk Van A. was die De ondergang van Nederland had geschreven. Volgens critici was de tekst van het pamflet "te literair" om geschreven te zijn door de tamelijk gebrekkig Nederlands sprekende Van A. Er werd ook geopperd dat het boek uit het Engels vertaald was door René Kurpershoek.

## Zaak tegen nieuw boek
In 2019 publiceerde een anonieme schrijver via self-publishing een ludiek vervolg op De ondergang van Nederland, getiteld Melkkoe én zondebok: Naïeve dwazen zonder land, zonder God en zonder toekomst. Maar in 2022 diende een rechthebbende van het eerdere boek een klacht in bij self-publishing Brave New Books, waar het boek gepubliceerd was. Na overleg met de rechthebbende, werd het boek offline gehaald door Brave New Books.